# Hansel and Gretel (film, 1909)
Hansel and Gretel är en stum-dramakortfilm från 1909, skriven och regisserad av J. Searle Dawley, baserad på Hans och Greta av bröderna Grimm. Det är okänt om ett exemplar av filmen fortfarande finns kvar någonstans eller om filmen är förlorad.

## Rollista
| Cecil Spooner  | – Hansel |
| Mary Fuller    | – Gretel |
| Ethel Browning | – Häxan  |